# Один день Ивана Денисовича
«Оди́н день Ива́на Дени́совича» (первоначальное авторское название — «Щ-854. Один день одного зэка») — первое опубликованное произведение Александра Солженицына, принёсшее ему мировую известность, публикация которого, по мнению историков и литературоведов, повлияла на весь дальнейший ход истории СССР.
По авторскому определению — рассказ, но при публикации в журнале «Новый мир» по решению редакции назван «для весомости» повестью:578.

## Сюжет
Рассказывается об одном дне из жизни советского заключённого, русского крестьянина и солдата Ивана Денисовича Шухова. Повесть начинается со слов:
В пять часов утра, как всегда, пробило подъём — молотком об рельс у штабного барака.
и заканчивается словами:
 Прошёл день, ничем не омрачённый, почти счастливый.

    Таких дней в его сроке от звонка до звонка было три тысячи шестьсот пятьдесят три.

     Из-за високосных годов — три дня лишних набавлялось…

## История создания и публикации
Рассказ был задуман в лагере в Экибастузе (северный Казахстан), зимой 1950—1951 годов, написан в 1959 году (начат 18 мая, закончен 30 июня) в Рязани, где в июне 1957 года Солженицын окончательно поселился по возвращении из вечной ссылки. Работа заняла меньше полутора месяцев.
Я в 50-м году, в какой-то долгий лагерный зимний день таскал носилки с напарником и подумал: как описать всю нашу лагерную жизнь? По сути, достаточно описать один всего день в подробностях, в мельчайших подробностях, притом день самого простого работяги, и тут отразится вся наша жизнь. И даже не надо нагнетать каких-то ужасов, не надо, чтоб это был какой-то особенный день, а — рядовой, вот тот самый день, из которого складываются годы. Задумал я так, и этот замысел остался у меня в уме, девять лет я к нему не прикасался и только в 1959, через девять лет, сел и написал. … Писал я его недолго совсем, всего дней сорок, меньше полутора месяцев. Это всегда получается так, если пишешь из густой жизни, быт которой ты чрезмерно знаешь, и не то что не надо там догадываться до чего-то, что-то пытаться понять, а только отбиваешься от лишнего материала, только-только чтобы лишнее не лезло, а вот вместить самое необходимое.
В 1961 году создан «облегчённый» вариант, без некоторых наиболее резких суждений о режиме.

### В редакции «Нового мира»
После речи Хрущёва на XXII съезде КПСС машинописный экземпляр рассказа 10 ноября 1961 года был передан Солженицыным через Раису Орлову, жену друга по камере на «шарашке» Льва Копелева,— в отдел прозы редакции журнала «Новый мир», Анне Берзер. На рукописи автор указан не был, по предложению Копелева Берзер вписала на обложку — «А. Рязанский» (по месту жительства автора).
8 декабря Берзер предложила ознакомиться с рукописью появившемуся после месячного отсутствия главному редактору «Нового мира» Александру Твардовскому: «Лагерь глазами мужика, очень народная вещь».

В ночь с 8 на 9 декабря Твардовский читал и перечитывал рассказ. 12 декабря в рабочей тетради он записал:
…Сильнейшее впечатление последних дней — рукопись А. Рязанского (Солженицына)…
9 декабря Копелев сообщил телеграммой Солженицыну: «Александр Трифонович восхищён статьёй».
11 декабря Твардовский телеграммой попросил Солженицына срочно приехать в редакцию «Нового мира».
12 декабря Солженицын приехал в Москву, встретился с Твардовским, Берзер, Алексеем Кондратовичем, Борисом Заксом, Александром Дементьевым в редакции «Нового мира» (на встрече присутствовал и Копелев). Рассказ, который изначально назывался «Щ-854. Один день одного зэка», было предложено назвать повестью под названием «Один день Ивана Денисовича». Между редакцией и автором был заключён договор.

### Первые отзывы. Редакционная работа
В декабре 1961 года Твардовский дал рукопись «Ивана Денисовича» для прочтения К. Чуковскому, С. Маршаку, К. Федину, К. Паустовскому, И. Эренбургу. По просьбе Твардовского они написали свои письменные отзывы о рассказе. Твардовский планировал использовать их при продвижении рукописи к печати.
Чуковский назвал свой отзыв «Литературное чудо»:
Шухов — обобщённый характер русского простого человека: жизнестойкий, «злоупорный», выносливый, мастер на все руки, лукавый — и добрый. Родной брат Василия Тёркина. Хотя о нём говорится здесь в третьем лице, весь рассказ написан ЕГО языком, полным юмора, колоритным и метким.
В то же время «Иван Денисович» начал распространяться в рукописных и машинописных списках-копиях.
Члены редакционной коллегии «Нового мира», в частности, Дементьев, а также высокопоставленные деятели КПСС, которым текст был также представлен для ознакомления (заведующий сектором художественной литературы Отдела культуры ЦК КПСС Черноуцан), высказали автору произведения ряд замечаний и претензий. В основном они были продиктованы не эстетическими, а политическими соображениями. Предлагались и поправки непосредственно к тексту. Как указывает Владимир Лакшин, все предложения тщательно фиксировались Солженицыным:
Солженицын тщательно записал все замечания и предложения. Сказал, что делит их на три разряда: те, с которыми он может согласиться, даже считает, что они идут на пользу; те, о которых он будет думать, трудные для него; и наконец, невозможные — те, с которыми он не хочет видеть вещь напечатанной.
Солженицын позже с иронией писал об этих требованиях:
И, самое смешное для меня, ненавистника Сталина, — хоть один раз требовалось назвать Сталина как виновника бедствий. (И действительно — он ни разу никем не был в рассказе упомянут! Это не случайно, конечно, у меня вышло: мне виделся советский режим, а не Сталин один.) Я сделал эту уступку: помянул «батьку усатого» один раз…

### «Иван Денисович», Твардовский и Хрущёв
В июле 1962 года Твардовский, чувствуя цензурную непроходимость рассказа в печать по политическим мотивам, составил краткое предисловие к рассказу и письмо на имя Первого секретаря ЦК КПСС, Председателя Совета Министров СССР Никиты Хрущёва с краткой оценкой произведения. 6 августа Твардовский передал письмо и рукопись «Ивана Денисовича» помощнику (референту) Хрущёва Владимиру Лебедеву:
<…> Речь идёт о поразительно талантливой повести А. Солженицына «Один день Ивана Денисовича». Имя этого автора до сих пор никому не было известно, но завтра может стать одним из замечательных имён нашей литературы. 

Это не только моё глубокое убеждение. К единодушной высокой оценке этой редкой литературной находки моими соредакторами по журналу «Новый мир», в том числе К. Фединым, присоединяются и голоса других видных писателей и критиков, имевших возможность ознакомиться с ней в рукописи. 

<…> Никита Сергеевич, если Вы найдёте возможность уделить внимание этой рукописи, я буду счастлив, как если бы речь шла о моём собственном произведении.
В сентябре Лебедев в часы отдыха стал читать рассказ Хрущёву. Хрущёв был взволнован и распорядился предоставить в ЦК КПСС 23 экземпляра «Ивана Денисовича» для ведущих деятелей КПСС.
15 сентября Лебедев передал Твардовскому, что рассказ Хрущёвым одобрен.
12 октября 1962 года под давлением Хрущёва Президиум ЦК КПСС принял решение о публикации рассказа, а 20 октября Хрущёв объявил Твардовскому об этом решении Президиума.
В период с 1 по 6 ноября появилась первая журнальная корректура рассказа.
В 1982 году в радиоинтервью к 20-летию выхода «Одного дня Ивана Денисовича» для Би-би-си Солженицын вспоминал:
Совершенно ясно: если бы не было Твардовского как главного редактора журнала — нет, повесть эта не была бы напечатана. Но я добавлю. И если бы не было Хрущёва в тот момент — тоже не была бы напечатана. Больше: если бы Хрущёв именно в этот момент не атаковал Сталина ещё один раз — тоже бы не была напечатана. Напечатание моей повести в Советском Союзе, в 62-м году, подобно явлению против физических законов <…> теперь, по реакции западных социалистов, видно: если б её напечатали на Западе, да эти самые социалисты говорили бы: всё ложь, ничего этого не было, и никаких лагерей не было, и никаких уничтожений не было, ничего не было. Только потому у всех отнялись языки, что это напечатано с разрешения ЦК в Москве, вот это потрясло.

### «Иван Денисович» вышел в свет

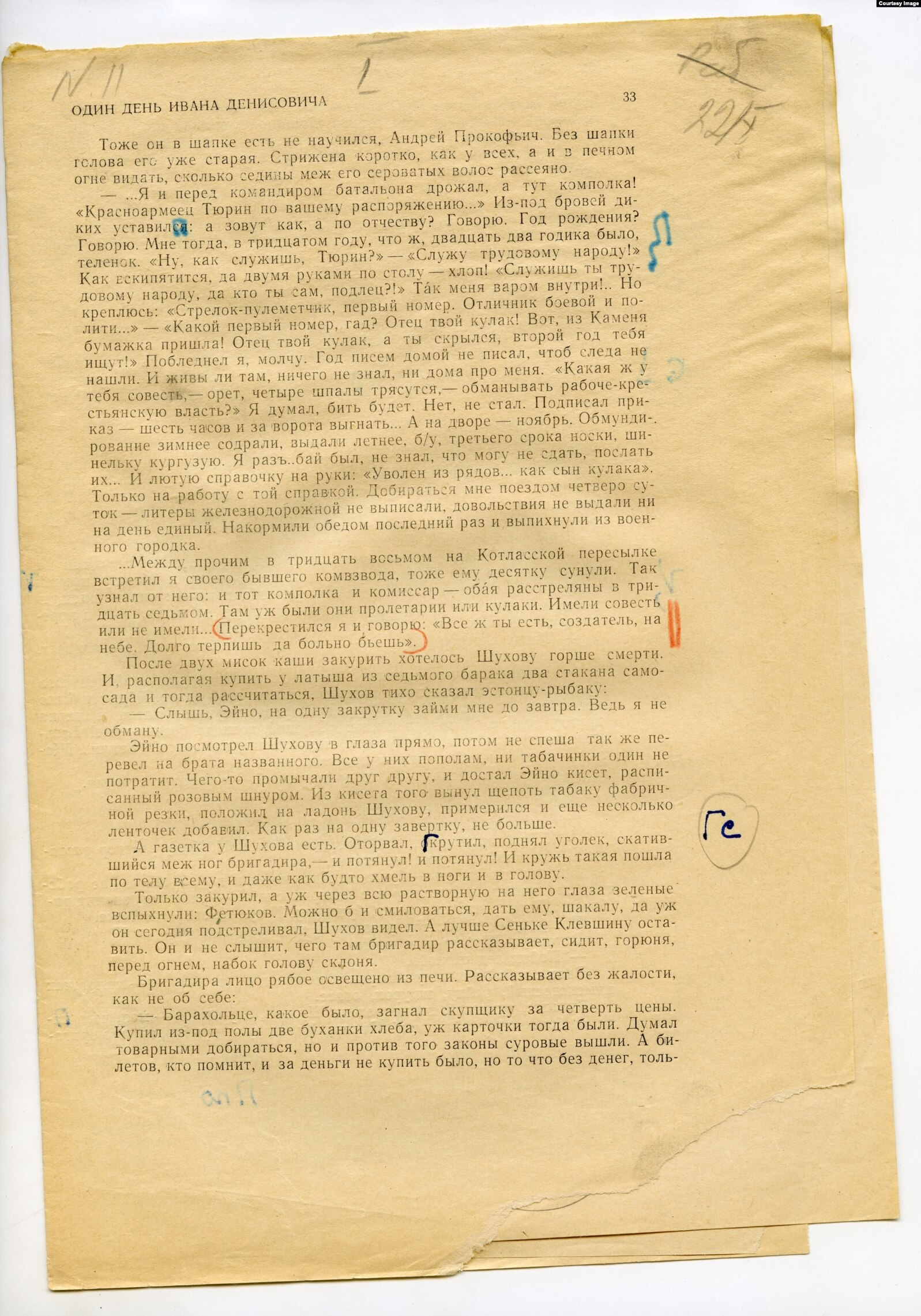
Страница из гранок повести в № 11 "Нового мира" за 1962 г. Красным карандашом отчеркнуты и взяты в скобки фразы, изъятые цензурой при первой публикации: "Перекрестился я и говорю: «Всё же ты есть, создатель, на небе. Долго терпишь да больно бьешь».".

18 ноября 1962 года тираж журнала «Новый мир» № 11 с «Одним днём» был отпечатан и стал распространяться по стране. Вечером 19 ноября около 2000 экземпляров журнала были завезены в Большой Кремлёвский дворец для участников проходившего там расширенного пленума ЦК КПСС. Первоначально тираж журнала составлял 96 900 экземпляров, но по разрешению ЦК КПСС было отпечатано ещё 25 000. Через довольно короткое время — в январе 1963 года — рассказ был переиздан «Роман-газетой» (№ 1 (479), январь 1963; тираж 700 000 экз.) и — летом 1963 года — отдельной книгой в издательстве «Советский писатель» (тираж 100 тысяч экземпляров). Тем не менее в библиотеках появились огромные очереди желающих прочитать повесть.

Впервые за рубежом на русском языке — в еженедельнике «Новое русское слово», 29 дек. 1962 ― 17 янв. 1963.
Весть об этой публикации облетела весь мир. Солженицын сразу стал знаменитостью. 30 декабря 1962 года Солженицын был принят в члены Союза писателей СССР.
Роман Гуль в статье в эмигрантском «Новом журнале» (1963) писал, что повесть «зачёркивает весь соцреализм, т. е. всю советскую литературу <…> не имеет с ней ничего общего. И в этом её большое литературное (и не только литературное) значение. <…> предвестник, указание пути для всей русской литературы».
Потоком поступали Солженицыну письма читателей:
…когда напечатался «Иван Денисович», то со всей России как взорвались письма ко мне, и в письмах люди писали, что они пережили, что у кого было. Или настаивали встретиться со мной и рассказать, и я стал встречаться. Все просили меня, автора первой лагерной повести, писать ещё, ещё, описать весь этот лагерный мир. Они не знали моего замысла и не знали, сколько у меня уже написано, но несли и несли мне недостающий материал.

…так я собрал неописуемый материал, который в Советском Союзе и собрать нельзя, — только благодаря «Ивану Денисовичу». Так что он стал как пьедесталом для «Архипелага ГУЛАГа».
28 декабря 1963 года редакция журнала «Новый мир» и Центральный государственный архив литературы и искусства выдвинули «Один день Ивана Денисовича» на соискание Ленинской премии по литературе за 1964 год. Выдвижение на столь высокую премию литературного произведения «малой формы» было воспринято многими «литературными генералами» по меньшей мере как кощунственное, такого в СССР ещё никогда не бывало. Обсуждение рассказа на заседаниях Комитета по премиям принимало форму жёстких споров. 14 апреля 1964 года при голосовании в Комитете кандидатура была провалена.

### В годы застоя
После отставки Хрущёва тучи над Солженицыным стали сгущаться, оценки «Ивана Денисовича» стали приобретать иные оттенки. Примечателен отклик первого секретаря ЦК КП Узбекистана Шарафа Рашидова, выраженный в форме записки в ЦК КПСС 5 февраля 1966 года, где Солженицын прямо назван клеветником и врагом «нашей замечательной действительности»:
 Его повесть «Один день Ивана Денисовича» под видом развенчания культа личности дала пищу буржуазным идеологам для антисоветской пропаганды. 
В 1971—1972 годах все издания «Ивана Денисовича», включая журнальное, негласно изымались из публичных библиотек и уничтожались. Из журнала страницы с текстом рассказа просто вырывали, фамилию автора и название рассказа в оглавлении — замазывали. Официально Главное управление по охране государственных тайн в печати при Совете Министров СССР по согласованию с ЦК КПСС приняло решение изъять произведения Солженицына из библиотек массового пользования и книготорговой сети 28 января 1974 года. 14 февраля 1974 года, после изгнания писателя из СССР, вышел специально посвящённый Солженицыну приказ Главлита № 10, где были перечислены подлежащие изъятию из библиотек общественного пользования номера журнала «Новый мир» с произведениями писателя (№ 11, 1962; № 1, 7, 1963; № 1, 1966) и отдельные издания «Одного дня Ивана Денисовича», включая перевод на эстонский язык и книгу «для слепых». Приказ был снабжён примечанием: «Изъятию подлежат также иностранные издания (в том числе газеты и журналы) с произведениями указанного автора». Запрет снят запиской Идеологического отдела ЦК КПСС от 31 декабря 1988 года.
Снова «Один день Ивана Денисовича» издаётся на родине с 1990 года.
Накануне 50-летия публикации рассказа его переиздали в виде двухтомника: в первую книжку вошёл он сам, а во вторую — письма, полвека пролежавшие под спудом в архиве «Нового мира».
В 2012 году Алексеем Денисовым был снят документальный фильм «„Один день Ивана Денисовича“. 50 лет спустя…» об истории создания и публикации рассказа.

## Художественные особенности
Впервые в советской литературе читателям была правдиво, с огромным художественным мастерством показана жизнь в лагерях ГУЛАГА эпохи сталинских репрессий.
Рассказывается об одном дне из жизни заключённого Ивана Денисовича Шухова:
Ивана Денисовича я с самого начала так понимал, что не должен он быть такой, как вот я, и не какой-нибудь развитой особенно, это должен быть самый рядовой лагерник. Мне Твардовский потом говорил: если бы я поставил героем, например, Цезаря Марковича, ну там какого-нибудь интеллигента, устроенного как-то в конторе, то четверти бы цены той не было. Нет. Он должен был быть самый средний солдат этого ГУЛАГа, тот, на кого всё сыпется.

Почти все герои имеют своих прототипов. Так, главный персонаж, Иван Шухов, списан отчасти с самого автора, отчасти с его знакомого, солдата Ивана Шухова (никогда не сидевшего). Собирательным также является образ капитана Буйновского — его прототипами являлись капитан Борис Васильевич Бурковский и морской офицер, атлет Георгий Павлович Тэнно. Фельдшера Колю Вдовушкина в реальности звали Николай Боровиков, а Цезарь Маркович списан с режиссёра Льва Алексеевича Гросмана.

## Критика и отзывы
Вокруг публикации развернулась острая полемика.
Первая рецензия, написанная Константином Симоновым, «О прошлом во имя будущего», появилась в газете «Известия» буквально в день публикации «Ивана Денисовича»:
<…> Лаконичная и отточенная проза больших художественных обобщений <…> Повесть «Один день Ивана Денисовича» написана рукой зрелого, своеобычного мастера. В нашу литературу пришел сильный талант.
22 ноября — статья Григория Бакланова «Чтоб никогда не повторилось» в «Литературной газете»:
Среди ежемесячного, ежедневного потока литературных произведений, в разной степени талантливых, отвечающих различным читательским вкусам, являются вдруг книги, знаменующие собой гораздо большее, чем даже появление нового выдающегося писателя. <…> Верится, однако, что человеку этому предстоит многое сказать людям.
23 ноября — статья Владимира Ермилова «Во имя правды, во имя жизни» в газете «Правда»:
В нашу литературу пришел писатель, наделенный редким талантом. <…> …как это свойственно истинным художникам, рассказал нам такую правду, о которой невозможно забыть и о которой нельзя забывать, правду, которая смотрит нам прямо в глаза. <…> Повесть А. Солженицына, порою напоминающая толстовскую художественную силу в изображении народного характера, особенно значительна в том, что автор целиком сливается со своим изображаемым героем и мы видим все изображаемое в произведении глазами Ивана Денисовича.
Неприятие рассказа «литературными генералами» было обозначено в аллегорическом стихотворении Николая Грибачёва «Метеорит», опубликованном в газете «Известия» 30 ноября.
В ноябре под свежим впечатлением от «Одного дня Ивана Денисовича» Варлам Шаламов писал в письме автору:
Повесть — как стихи — в ней всё совершенно, всё целесообразно. Каждая строка, каждая сцена, каждая характеристика настолько лаконична, умна, тонка и глубока, что я думаю, что «Новый мир» с самого начала своего существования ничего столь цельного, столь сильного не печатал. И столь нужного — ибо без честного решения этих самых вопросов ни литература, ни общественная жизнь не могут идти вперёд — всё, что идёт с недомолвками, в обход, в обман — приносило, приносит и принесёт только вред. 

Есть ещё одно огромнейшее достоинство — это глубоко и очень тонко показанная крестьянская психология Шухова. Столь тонкая высокохудожественная работа мне ещё не встречалась, признаться, давно. 

Вообще детали, подробности быта, поведение всех героев очень точны и очень новы, обжигающе новы. <…> Таких подробностей в повести — сотни — других, не новых, не точных, вовсе нет. 

Вся Ваша повесть — это та долгожданная правда, без которой не может литература наша двигаться вперёд.
8 декабря в статье «Во имя будущего» в газете «Московская правда» И. Чичеров написал, что Солженицын неудачно выбрал в качестве главного героя повести крестьянина Шухова, нужно было бы усилить «линию» Буйновского, «настоящих коммунистов, партийных вожаков». «Трагедия таких людей почему-то мало интересовала писателя».
Неофициально Солженицыну говорили, что повесть стала бы значительно лучше, если бы он сделал своего Шухова не невинно пострадавшим колхозником, а невинно пострадавшим секретарём обкома.
На историческое литературное событие живо откликнулась эмигрантская печать и критика: 23 декабря в «Новом русском слове» появилась статья Михаила Корякова «Иван Денисович», а 29 декабря «Один день Ивана Денисовича» вышел впервые за рубежом на русском языке (в газете «Новое русское слово»; газета печатала рассказ частями, вплоть до 17 января 1963 года). 3 января 1963 года Г. Адамович написал статью о Солженицыне под рубрикой «Литература и жизнь» в газете «Русская мысль» (Париж).
В январе 1963 года появились статьи Иона Друцэ «О мужестве и достоинстве человека» (в журнале «Дружба народов», № 1):
Небольшая повесть — и как просторно стало в нашей литературе!
Феликса Кузнецова «День, равный жизни» (в журнале «Знамя», № 1):
За внешней сдержанностью ощущается огромная нравственная сила автора.
в марте — В. Бушина «Насущный хлеб правды» (в журнале «Нева», № 3), Н. Губко «Человек побеждает» (в журнале «Звезда», № 3):
Лучшие традиционные черты русской прозы XIX века соединились с поисками новых форм, которые можно назвать как полифоничность, синтетичность.
В 1964 года издана книга С. Артамонова «Писатель и жизнь: Историко-литературные, теоретические и критические статьи», куда была оперативно включена статья «О повести Солженицына».
В январе 1964 года в журнале «Новый мир» опубликована статья В. Лакшина «Иван Денисович, его друзья и недруги»:
Если бы Солженицын был художником меньшего масштаба и чутья, он, вероятно, выбрал бы самый несчастный день самой трудной поры лагерной жизни Ивана Денисовича. Но он пошёл другим путём, возможным лишь для уверенного в своей силе писателя, сознающего, что предмет его рассказа настолько важен и суров, что исключает суетную сенсационность и желание ужаснуть описанием страданий, физической боли. Так, поставив себя как будто в самые трудные и невыгодные условия перед читателем, который никак не ожидал познакомиться со «счастливым» днём жизни заключённого, автор гарантировал тем самым полную объективность своего художественного свидетельства…
30 января — статья С. Маршака «Правдивая повесть» в газете «Правда»:
Повесть написана с тем чувством авторского достоинства, которое присуще только большим писателям… Эта повесть не о лагере — о человеке.
11 апреля под заглавием «Высокая требовательность» «Правда» опубликовала обзор писем читателей о повести «Один день…», в то же время из «Нового мира» (№ 4) была изъята подборка писем читателей «Ещё раз о повести А. Солженицына „Один день Ивана Денисовича“».
С декабря 1962 по октябрь 1964 года рассказам Солженицына (включая «Один день…», «Матрёнин двор», «Случай на станции Кочетовка», «Для пользы дела») в периодической печати были посвящены более 60 рецензий и статей.
Характер споров вокруг рассказа обозначен Чуковским. В своём дневнике, опубликованном много лет спустя (в 1994 году), Корней Иванович записал 24 ноября 1962 года:
…встретил Катаева. Он возмущён повестью «Один день», которая напечатана в «Новом Мире». К моему изумлению, он сказал: повесть фальшивая: в ней не показан протест. — Какой протест? — Протест крестьянина, сидящего в лагере. — Но ведь в этом же вся правда повести: палачи создали такие условия, что люди утратили малейшее понятие справедливости и под угрозой смерти не смеют и думать о том, что на свете есть совесть, честь, человечность. Человек соглашается считать себя шпионом, чтобы следователи не били его. В этом вся суть замечательной повести — а Катаев говорит: как он смел не протестовать хотя бы под одеялом. А много ли протестовал сам Катаев во время сталинского режима? Он слагал рабьи гимны, как и все (мы).
Осенью 1964 года в «самиздате» стал распространяться анонимный (написанный В. Л. Теушем) анализ основных идей повести. Этот анализ очень точно был оценён «литераторами в штатском»:
 В анонимном документе автор стремится доказать, что повесть «Один день Ивана Денисовича» имеет важное значение, так как раскрывает не только жизнь конкретного исправительно-трудового лагеря, а является по существу отражением одного дня жизни советского общества. Он проводит прямую аналогию взаимоотношений, с одной стороны, между руководителями лагеря и заключёнными, а с другой — между руководящими деятелями страны и населением; между положением заключённых и жизнью советских людей, непосильным трудом заключённых и «рабским» трудом советских трудящихся и т. д. Всё это маскируется под изображение периода культа личности, хотя фактически налицо — явная критика социалистической системы.
Писатель в ответ на издание получил большое число писем читателей:
Когда бывшие зэки из трубных выкликов всех сразу газет узнали, что вышла какая-то повесть о лагерях и газетчики её наперехлёб хвалят, — решили единодушно: «опять брехня! спроворились и тут соврать». Что наши газеты с их обычной непомерностью вдруг да накинутся хвалить правду — ведь этого ж, всё-таки, нельзя было вообразить! Иные не хотели и в руки брать мою повесть.

Когда же стали читать — вырвался как бы общий слитный стон, стон радости — и стон боли. Потекли письма.
 Читатели писали письма по поводу повести также в редакции различных советских газет.
Значительное количество исследований и воспоминаний появилось в 2002 году, к 40-летию первой публикации.
Анна Ахматова, прочитав «Один день Ивана Денисовича», сказала Лидии Чуковской:
Эту повесть о-бя-зан про-чи-тать и выучить наизусть — каждый гражданин изо всех двухсот миллионов граждан Советского Союза.

## Издания
В связи с большим количеством изданий, перечень которых существенно влияет на объём статьи, здесь приведены лишь первые или отличные от других издания.

### На русском языке
- Солженицын А. И. Один день Ивана Денисовича. — М.: Советский писатель, 1963. — 144 с. Первое издание рассказа отдельной книгой. Библиотека Конгресса США: 65068255.
- Один день Ивана Денисовича : [Повесть]. / [Предисл. А. Твардовского]. — [Москва] : [Гослитиздат], [1963]. — [1], 47 с.; 26 см. — (Роман-газета; № 1 (277))
- Солженицын А. И. Один день Ивана Денисовича. — London: Flegon press[57], [1963 (?)]. — 67 с. Первое пиратское издание на русском языке за рубежом.
- Один день Ивана Денисовича. — М.: Изд. центр «Новый мир», 1990. — 96 с.: портр. на обл. ISBN 5-85060-016-7. 300000 экз. Первое издание книги в СССР после длительного перерыва, вызванного изгнанием писателя в 1974 году.
- Один день Ивана Денисовича. — Х.: СП «Интербук», 1990. — 103 с. ISBN 5-7664-0516-2. 100000 экз.
- Один день Ивана Денисовича : [повесть] / А. И. Солженицын. — Киев: Томирис, 1991. — 96 с. — 100000 экз. — ISBN 5-87498-064-4
- Солженицын А. И. Рассказы. — М.: Современник, 1989. — 302 с. — ISBN 5-270-01089-5. 100000 экз.
  - Рассказы. — М.: Современник, 1990. — 302 с. — ISBN 5-270-01089-5. 200000 экз. (доп. тираж)
- Один день Ивана Денисовича; Рассказы / Худож. А. Медведев. — М.: Центр «Новый мир», 1990. — 224 с.: ил. ISBN 5-85060-011-6. 350000 экз.
- Солженицын А. И. Рассказы. — М.: Центр «Новый мир» — 1990. — 320 с. — (Библиотека журнала «Новый мир»). — ISBN 5-85060-003-5. Тираж 300000 экз. (Репринтное издание. Печатается по тексту Собрания сочинений А. Солженицына, Вермонт-Париж, YMCA-Press, т. 3. Восстановлены подлинные доцензурные тексты, заново проверенные и исправленные автором).
- Один день Ивана Денисовича, и другие рассказы / Александр Солженицын. — Томск : Кн. изд-во, 1990. — 318,[2] с. : портр. ISBN 5-7515-0200-0. 100000 экз.
- Один день Ивана Денисовича : Рассказ / А. Солженицын. — Ставрополь: Сенгилей, 1993. — 119,[3] с. — ISBN 5-900306-48-8
- Солженицын А. И. Собрание сочинений в 30 томах. Т. 1. Рассказы и Крохотки. — М.: Время, 2006. — ISBN 5-94117-168-4. — Тираж 3000 экз. — Текст, выверенный автором. (С комментариями Владимира Радзишевского).

### На других языках
На английском языке

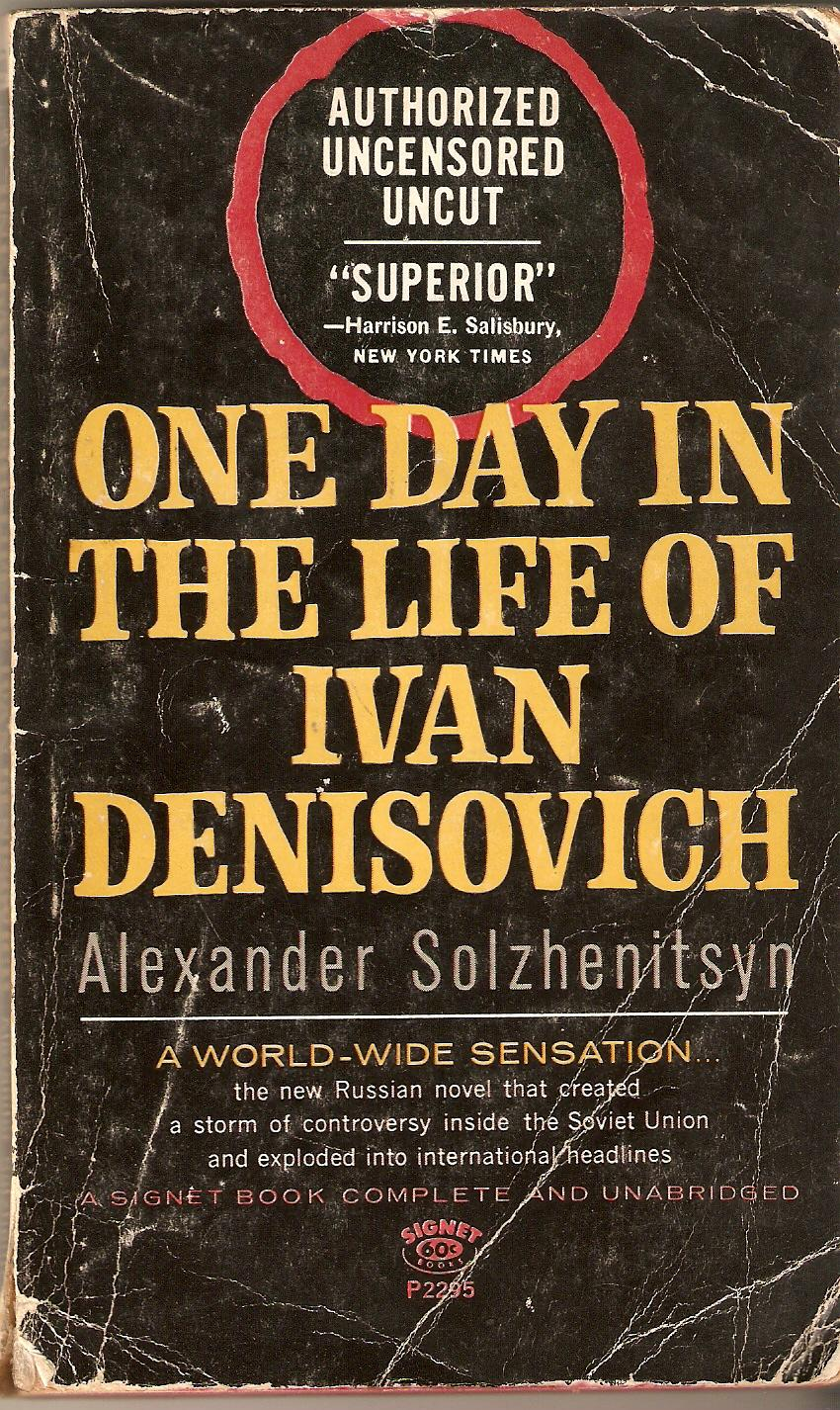
Обложка американского издания. New American Library

Известно, по меньшей мере, четыре перевода на английский.
- англ. One day in the life of Ivan Denisovich. [Translated from the Russian by Ralph Parker] With an introd. by Marvin L. Kalb. Foreword by Alexander Tvardovsky. [1st ed.] New York, Dutton, 1963. — Перевод Ральфа Паркера. Библиотека Конгресса США: 63012266
  - Penguin Books, (1963)1968, ISBN 978-1-4059-2498-6. 1970, ISBN 978-0-14-002053-3. 1974, ISBN 978-0-14-104535-1. 1995, ISBN 978-1-85715-219-7 (the authorised translation of the restored text by H. T. Willetts). 2000, ISBN 978-0-14-118474-6. 2003, ISBN 978-0-09-944927-0. 2009, ISBN 978-0-14-104535-1 (Reprint 1970).
  - Victor Gollancz Ltd, 1963 (First UK edition)
- англ. One day in the life of Ivan Denisovich / translated by Max Hayward and Ronald Hingley; introduction by Max Hayward and Leopold Labedz. New York: Praeger, 1963. — Перевод Макса Хейуорда и Рональда Хингли. Библиотека Конгресса США: 6301276
- англ. One day in the life of Ivan Denisovich / Alexander Solzhenitsyn; translated by Gillon Aitken. New York: Farrar, Straus and Giroux, 1971. — Перевод Гиллона Айткена. Библиотека Конгресса США: 90138556
- англ. Alexander Solzhenitsyn’s One day in the life of Ivan Denisovich: a screenplay, by Ronald Harwood from the translation by Gillon Aitken. London, Sphere, 1971. ISBN 0-7221-8021-7 — Сценарий кинофильма. Автор сценария — Рональд Харвуд, по переводу Гиллона Айткена.
- англ. One day in the life of Ivan Denisovich / Aleksandr Solzhenitsyn; translated by H.T. Willetts. 1st ed. New York: Farrar, Straus and Giroux, 1991. ISBN 0-374-22643-1 — Перевод Гарри Виллетса, авторизован Солженицыным.
- Aleksandr Solzhenitsyn. One Day in the Life of Ivan Denisovich = Один день Ивана Денисовича (англ.) / перевод H.T. Willetts. — М.: Центр книги, 2008. — 304 p. — 3000 экз. — ISBN 978-5-9697-0730-6.

На болгарском языке
- болг. Александър Солженицин. Един ден на Иван Денисович, превод Венцел Райчев  — София: Народна култура, 1963.
- болг. Александър Солженицин. Един ден на Иван Денисович: Повест: Разкази. — София: Интерпринт, 1990.

На голландском языке
- нидерл. Aleksandr Solženicyn. Een dag uit het leven van Ivan Denisovitsj, превод Тёйн де Фрис.

На венгерском языке
- венг. Alekszandr Szolzsenyicin. Ivan Gyenyiszovics egy napja. Ford. Wessely László. — 2. kiad. — Budapest: Európa, 1989. ISBN 963-07-4870-3.

На датском языке
- дат. Solzjenitsyn, Aleksandr. En dag i Ivan Denisovitjs liv. Gyldendal, 2003. ISBN 87-02-01867-5.

На идише
- идиш אײן טאָג אין לעבן פֿון איװאַן דעניסאָװיטש‎. Перевод Залмена Гостинского. Тель-Авив: И.-Л. Перец Фарлаг, 1970.[59]

На испанском языке
- исп. Un día en la vida de Iván Denísovich. Versión de Ismael Antich. Herder, Barcelona, 1963
- исп. Un día de Iván Denísovich. Ediciones Era, S.A. 1963
- исп. Un día en la vida de Iván Denísovich. Traducción de J. Ferrer Aleu. Plaza & Janes Editores, Barcelona, 1969. ISBN 9789203216678
- исп. Un día en la vida de Iván Denísovich. Traducción de J. A. Mercado y J. Bravo. Círculo de Lectores, Barcelona, 1970
- исп. Un día en la vida de Iván Denísovich. Con prólogo de Mario Vargas Llosa. Semblanza biográfica de Jesús García Gabaldón. Traducción de J. A. Mercado, J.A. Bravo, M.A. Chao. Círculo de Lectores, Barcelona, 1988. ISBN 9788422625667
- исп. Un día en la vida de Iván Denísovich. Traducción y prólogo de Enrique Fernández Vernet. Tusquets Editores, 2008. ISBN 9788483831076

На итальянском языке
- итал. Una giornata di Ivan Denosovič. traduzione di Giorgio Kraiski, collana «Romanzi moderni», Milano, Garzanti, gennaio 1963.

На немецком языке
- нем. Ein Tag im Leben des Iwan Denissowitsch: Erzählung / Alexander Solschenizyn. [Dt. von Wilhelm Löser, Theodor Friedrich u.a.] — Berlin-Grunewald: Herbig, 1963. — Перевод Вильгельма Лёзера, Теодора Фридриха и других.
- нем. Ein Tag im Leben des Iwan Denissowitsch: Roman / Alexander Solschenizyn. [Aus d. Russ. übers. von Max Hayward u. Leopold Labedz. Dt. Bearb. von Gerda Kurz u. Siglinde Summerer] — München — Zürich: Droemer/Knaur, 1963. — Перевод Макса Хейуорда и Леопольда Лабедзя под редакцией Герды Курц и Зиглинде Зуммерер. Выдержал, по меньшей мере, двенадцать изданий.
- нем. Ein Tag des Iwan Denissowitsch und andere Erzählungen / Alexander Solschenizyn. Mit e. Essay von Georg Lukács. [Aus d. Russ. von Mary von Holbeck u. a.] — Frankfurt (Main): Büchergilde Gutenberg, 1970. ISBN 3-7632-1476-3. — Перевод Мэри фон Хольбек. Очерк Дьёрдя Лукача.
- нем. Ein Tag des Iwan Denissowitsch: Erzählung / Alexander Solschenizyn. [Aus d. Russ. übertr. von Kay Borowsky u. Gisela Reichert] — Husum (Nordsee): Hamburger-Lesehefte-Verlag, 1975 (?). ISBN 3-87291-139-2. — Перевод Кая Боровски и Гизелы Райхерт.
- нем. Ein Tag des Iwan Denissowitsch: Erzählung / Alexander Solschenizyn. Dt. von Christoph Meng. — München: Deutscher Taschenbuch-Verlag, 1979. ISBN 3-423-01524-1 — Перевод Христофа Менга. Выдержал, по меньшей мере, двенадцать изданий.
- нем. Ein Tag im Leben des Iwan Denissowitsch [Tonträger] / Alexander Solschenizyn. Gelesen von Hans Korte. Regie und Bearb.: Volker Gerth. — München: Herbig, 2002. ISBN 3-7844-4023-1. — Аудиокнига на 4 компакт-дисках.

На польском языке
- пол. Aleksander Sołzenicyn. Jeden dzień Iwana Denisowicza. Przekł. Witold Dąbrowski, Irena Lewandowska. — Warszawa: Iskry, 1989. ISBN 83-207-1243-2.

На румынском языке
- рум. Alexandr Soljeniţîn. O zi din viaţa lui Ivan Denisovici. În rom. de Sergiu Adam şi Tiberiu Ionescu. — Bucureşti: Quintus, 1991. ISBN 973-95177-4-9.

На сербохорватском языке
- сербохорв. Aleksandar Solženjicin. Jedan dan Ivana Denisoviča; prev. sa rus. Mira Lalić. — Beograd: Paideia, 2006. ISBN 86-7448-146-9.

На французском языке
- фр. Une journée d’Ivan Denissovitch. Paris: Julliard, 1969. Библиотека Конгресса США: 71457284
- фр. Une journée d'Ivan Denissovitch / par Alexandre Soljenitsyne; trad. du russe par Lucia et Jean Cathala; préf. de Jean Cathala. — Paris: Julliard, 2003. ISBN 2-264-03831-4. — Перевод Люси и Жана Катала.

На чешском языке
- чеш. Alexandr Solženicyn. Jeden den Ivana Děnisoviče. Praha: Nakladatelství politické literatury, 1963.
- чеш. Alexandr Solženicyn. Jeden den Ivana Děnisoviče a jiné povídky. Z rus. orig. přel. Sergej Machonin a Anna Nováková. — Praha: Lid. nakl., 1991. ISBN 80-7022-107-0. — Перевод Сергея Махонина и Анны Новаковой.

На шведском языке
- швед. Solzjenitsyn, Aleksandr. En dag i Ivan Denisovitjs liv [översättning av Hans Björkegren]. 1963.
- швед. Solzjenitsyn, Aleksandr. En dag i Ivan Denisovitjs liv. Arena, 1963, översättning av Rolf Berner. Trådhäftad med omslag av Svenolov Ehrén — Перевод Рольфа Бернера.
- швед. Solzjenitsyn, Aleksandr. En dag i Ivan Denisovitjs liv. Wahlström & Widstrand, 1970. Nyöversättning av Hans Björkegren. Limhäftad med omslag av Per Åhlin — Обновлённый перевод Ханса Бьёркегрена.

## На сцене и экране
Инсценировки по произведению в драматическом театре
- Телеспектакль по мотивам рассказа (режиссёр Дэниел Петри, рассказ подготовлен к постановке на сцене Марком Роджерсом; продолжительность 60 минут) — был впервые показан американской телекомпанией NBC 8 ноября 1963 года (цикл «Боб Хоуп представляет» (Bob Hope Presents the Chrysler Theatre)), в главной роли — Джейсон Робардс-младший.
- «Один день Ивана Денисовича». Читинский драматический театр (1989 год)[60].
- Спектакль «Один день Ивана Денисовича» был поставлен в 2003 году украинским режиссёром Андреем Жолдаком в Харьковском драматическом театре им. Шевченко. Солженицын был возмущён «дикостью и наглостью харьковской труппы, укравшей название моего произведения для своего действа». Этот спектакль был показан в Москве в рамках театрального фестиваля NET (Новый европейский театр) в ноябре 2003 года[61][62].
- Премьера спектакля Архангельского театра драмы «Один день огромной страны» состоялась 22 февраля 2013 года (инсценировка и постановка Александра Горбаня; в роли Шухова — Сергей Чуркин)[63].
- Спектакль «Один день Ивана Денисовича» в Театре на Покровке, 2018[60][64].
- «Один день Ивана Денисовича». Новокузнецкий драматический театр (2018)[65]

В музыкальном театре
- Мировая премьера оперы Александра Чайковского по мотивам рассказа (либретто Георгия Исаакяна и Александра Чайковского) состоялась[66] 16 мая 2009 года в Пермском академическом театре оперы и балета. Музыкальный руководитель постановки — Валерий Платонов, режиссёр-постановщик — Георгий Исаакян, хормейстеры — Владимир Никитенков, Дмитрий Батин, Татьяна Степанова, художник-постановщик — Эрнст Гейдебрехт;
 а также в Музыкальном театре им. Станиславского и Немировича-Данченко (2010[67]), Михайловском театре (С.-Петербург, 2010[68]-2011[69]), в рамках Сахаровского фестиваля в Нижегородской филармонии (2014[70]), и к 100-летию писателя на Камерной сцене им. Покровского Большого театра (2018)[71][72].

В концертных программах
- В 1975 году в США была выпущена грампластинка (ISBN 0-694-50262-6), на которой перевод повести читает актёр Илай Уоллак.
- Существуют две записи повести в авторском чтении: 1982 года для Би-би-си (к двадцатилетию выхода повести, выпущена на кассетах) и 2000 года[55].
- Моноспектакль Александра Филиппенко «Один день Ивана Денисовича» был поставлен в 2006 году совместно с театральным художником Давидом Боровским[73][74] и ко Дню политзаключённых (2008), а также в Политеатре (Политехнический музей, 2012—2013[75]), киноклубе «Эльдар»[76], Владимирской филармонии[77] и театре им. Моссовета (2018)[78].
- Радиоспектакль «One Day in the Life of Ivan Denisovich» на BBC Radio (2003, 2008). Сценарий Mike Walker, режиссёр Ned Chaillet; при участии (роли исполняют): Neil Dudgeon, Philip Jackson, Paul Chan, Jonathan Tafler, Ben Onwukwe, Bruce Purchase, Matthew Morgan, Marty Rea, Stephen Critchlow, Ben Crowe, Seun Shote и Peter Darney[79].
- Радиоспектакль «One Day in the Life of Ivan Denisovich» (2019). Сценарий Robin Brooks, режиссёр Clive Brill; в ролях: John Hollingworth (Иван), Nigel Cooke (кавторанг Буйновский), Joseph Kloska (Цезарь), Joshua Akehurst (Алёша), Nick Murchie (Тюрин), Pat Marlowe (Павло), Christopher Buckley (Коля), David John (Волковой), Sam Donnelly (Фетюков) и Olivia Darnley (чтец-рассказчик)[80].
- «Голос памяти правдивой» по мотивам рассказа «Один день Ивана Денисовича». Центральная Городская Библиотека им. Солженицына, Кисловодск (2018)[81][82].

В кино и на телевидении
- Фильм «Один день Ивана Денисовича» (Норвегия — Англия) был снят в 1970 году финским режиссёром Каспаром Ридом (альтернативно: Вреде; Caspar Wrede) по сценарию Рональда Харвуда. В роли Ивана Денисовича — Том Кортни.
 Фильм впервые демонстрировался в СССР 11.12.1988 в Центральном доме кинематографистов на вечере, посвящённом 70-летию Солженицына (предоставленный посольством Норвегии в СССР).
- Создание российской экранизации начато режиссёром Глебом Панфиловым в 2018 году, в 2021 году картина вышла на экран. Главную роль в картине исполнил Филипп Янковский[83].

В музыке
- Гражданская оборона — Один день Ивана Денисовича (1988)

## Комментарии
1. ↑  В информации идеологического отдела ЦК КПСС о результатах рассмотрения кандидатур на соискание Ленинской премии 1964 года в области литературы и искусства от 20 апреля 1964 года говорилось: «В ходе работы Комитета обнаружились весьма существенные недостатки. Они проявились особенно резко при обсуждении повести А. Солженицына „Один день Ивана Денисовича“. В дискуссиях на секционных и пленарных заседаниях с большой активностью навязывались односторонние суждения об этой повести, делались попытки противопоставить повесть всей советской литературе как действительное выражение главной линии её развития в настоящий период. Такую точку зрения особенно активно проводил А. Твардовский. В выступлениях А. Твардовского, Н. Зарьяна, М. Ульянова выразилось стремление придать дискуссии определённый политический характер. Необходимо заметить, что ход обсуждения стал известен за пределами Комитета, породив различного рода кривотолки и инсинуации среди некоторой части художественной интеллигенции. Споры вокруг повести А. Солженицына приняли ненужную остроту и затянулись <…> Обзор откликов был составлен тенденциозно, особенно по отношению к повести А. Солженицына». — ЦХСД. Ф. 5. Оп.5 5. Д. 99. Л. 31—32. Цит. по: Документы из архива ЦК КПСС по делу А. И. Солженицына // Континент. — 1993. — № 75 (январь—февраль—март). — С. 163—164..
2. ↑  Кто на К[омите]те был активно, открыто за или против кандидатуры Солженицына? (из литераторов).

За. — Крупнейшие писатели нац[иональных] литератур: Айтматов, Гамзатов, Стельмах, Токомбаев, Н. Зарьян, М. Карим, Марцинкявичюс, Лупан — из них трое — лауреаты Лен[инской] премии (всего — 4).

Против. — Бездарности или выдохнувшиеся, опустившиеся нравственно, погубленные школой культа чиновники и вельможи от лит[ерату]ры: Грибачёв, Прокофьев, Тихонов, Ив[ан] Анисимов, Г. Марков (полтора лауреата — Прокофьев и Грибачёв).

Н. Тихонов имел возможность увенчать свою пустопорожнюю старость поступком, который окрасил бы всю его литературную и гражданскую жизнь самым выгодным образом, но этот «седой беспартийный гусь» предпочёл другое — поделом ему презрение, в лучшем случае — забвение.

Что говорить о роли чиновников от искусства — министре Романове, Т. Хренникове или постыдной роли бедняги Титова, выступившего «от космонавтов», как Павлов «от комсомола». О последнем не речь, но Титов сказал нечто совершенно ужасное (во втором выступлении) с милой улыбкой «звёздного брата»: — «Я не знаю, м. б., для старшего поколения память этих беззаконий так жива, и больна, но я скажу, что для меня лично и моих сверстников она такого значения не имеет» (не букв[ально], но точно). — Твардовский А. Рабочие тетради 60-х годов. 1964 год. (Запись от 14.IV.64.) // Знамя. — 2000. — № 11. Архивировано 1 октября 2019 года.